# إرسال تردد الراديو
إرسال ترددات الراديو (بالإنجليزية: Radio frequency power transmission) هو خط إرسال عالي القدرة يوصل بين جهاز إرسال والهوائي. عندما يكون هوائي الإرسال الراديوي بعيدا عن جهاز الإرسال تستخدم نوعا مخصوصا من خطوط الإرسال. تسمى تلك الخطوط لإرسال ترددات الراديو والتلفزيون أيضا خط قفصي الشكل.

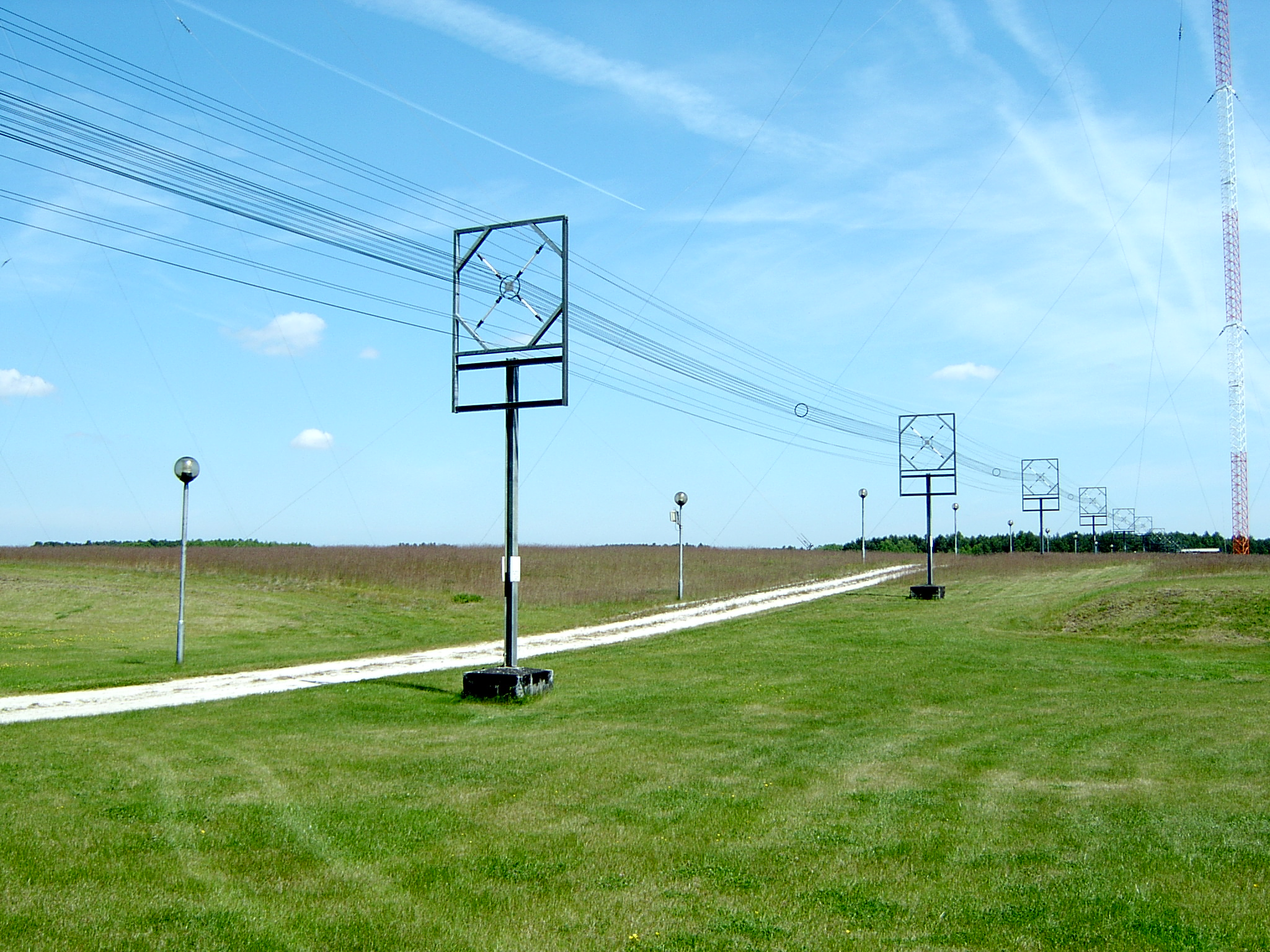
خط توصيل ترددات الراديو لارسال الموجات الراديوية الطويلة (مرسل سوليك كوياوسكي في بولندا).

أغلب أنواع تلك الخطوط لارسال الترددات الراديوية تكون في هيئة كبل محوري واسع القطر. وإذا كان الإرسال عالي القدرة فيستخدم ما يسمى خط قفصي. والخط القفصي هو نوع من الخطوط الكهربائية المعلقة شبيه بتكوين الكبل المحوري. وهو يتكون من سلك أو عدة أسلاك في وسطه ممسوكة بواسطة عوازل ومثبتتة في إطار دائري يحيط بها. ومثبت على الإطار أيضا أسلاك تقوم مقام الموصل الواقي في الكبل المحوري.

## طريقة عمله

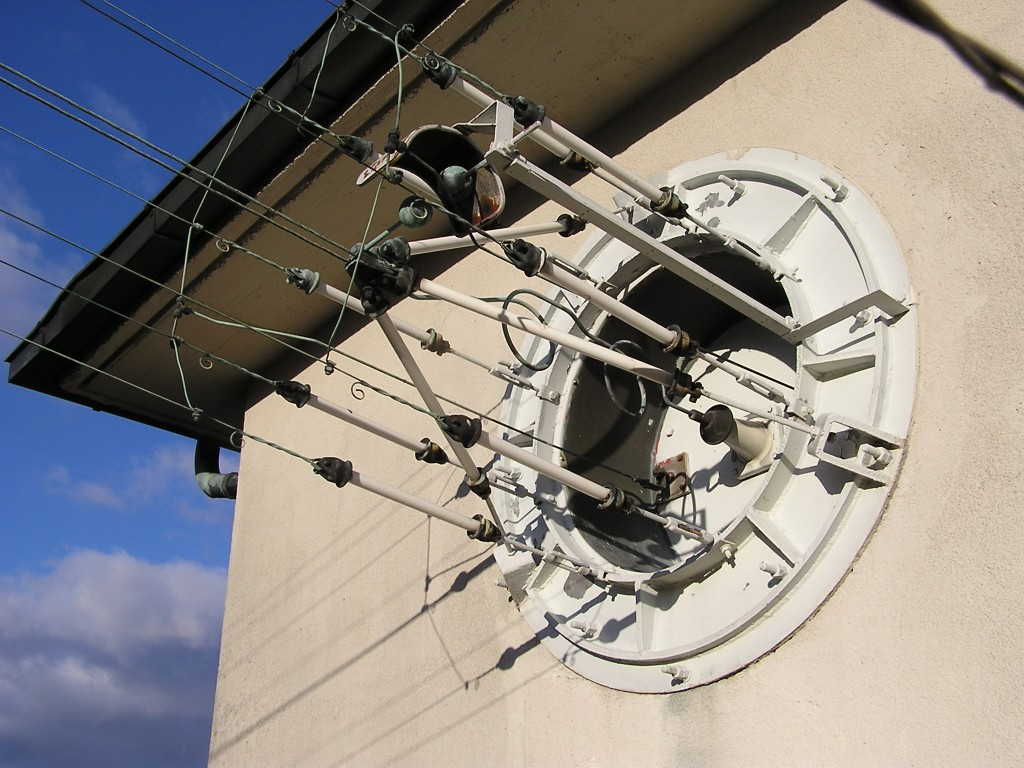
تغذية خط إرسال تردد الراديو.

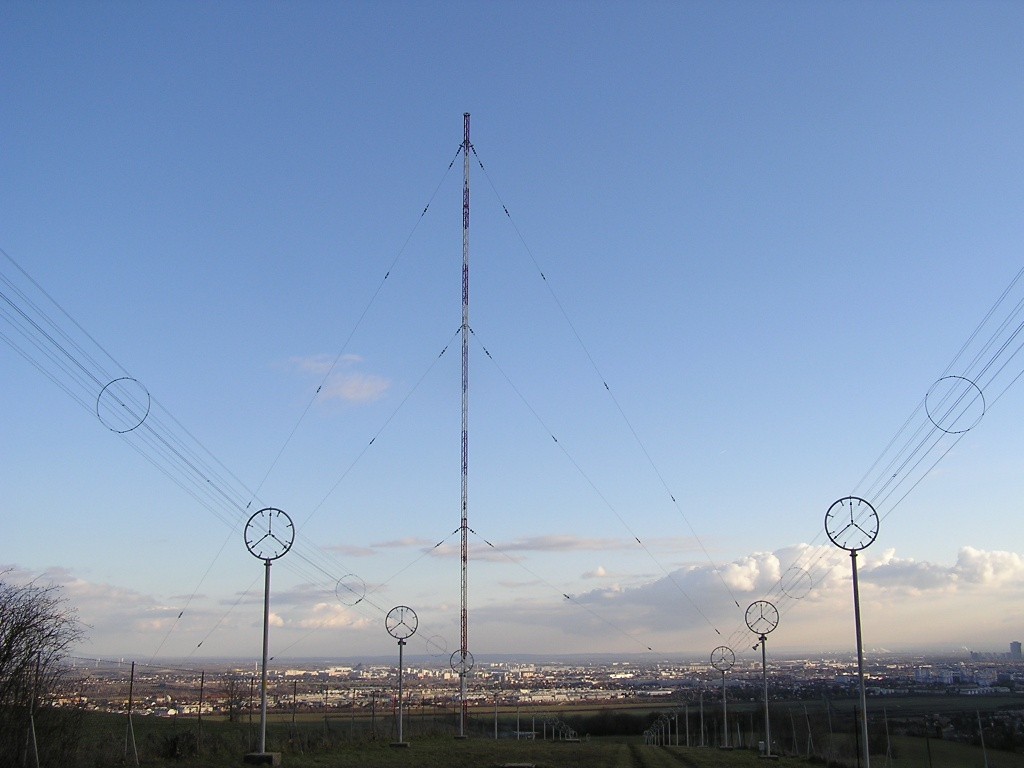
خط إرسال قديم لمحطة إذاعة راديو بسامبرج ، ألمانيا.

لا تختلف طريقة عمل خط إرسال ترددات الرايو عن عمل كبل محوري ، غير أن شكله مختلف فهو يتكون من أسلاك منفصلة تشبه في توزيعها القفص، ويقوم الهواء بالعزل بينها مثلما يقوم العازل في الكبل المحوري بعزل الموصل الحامل للتيار المتردد عن الموصل الواقي.
وكما هو الحال في حالة الكبل المحوري ينفصل الموصل الداخلي عن الخارجي بواسطة عوازل تحافظ على مسافات متساوية بينها. ذلك التوزيع للموصلات (الأسلاك) ومقدار نصف قطر توزيعها بين الداخل والخارج تحدد مقدار مقاومة الخط القفصي .

## خواص الخط القفصي
نظرا لاتساع المسافات بين الموصلات الداخلية والخارجية للخط القفصي فهو يستخدم في إرسال الترددات المنخفضة في نطاق الموجات الطويلة والمتوسطة، أي ترددات في حدود عدة ميجاهيرتز MHz .
و يتم نقل القدرة عالية التردد في المسافة بين الموصل الداخلي والموصل الخارجي. هذه المسافة المتساوية عبر طول الخط والتي تضمنها العوازل يشغلها الهواء وهو عازل جيد، فيستطيع الخط القفصي إرسال ترددات بقدرة عدة ميجاواط. ومثال على ذلك أرسال إذاعة «واخنبرون» في ألمانيا والذي كان يبث حتى عام 2003 بقدرة 1 ميجاواط، والذي كان يغذيها خط إرسال تردد رايوي.

## اقرأ أيضا
- كبل محوري
- كابل (أحبال سلكية)
- كابل قوى
- طاقة كهربائية
- توليد الكهرباء
- الاستهلاك المنزلي للطاقة
- شبكة ذكية
- خط نقل
- نقل الكهرباء
- كبل اتصالات بحري
- وحدة اتزان الهاتف